# Kendall Jenner

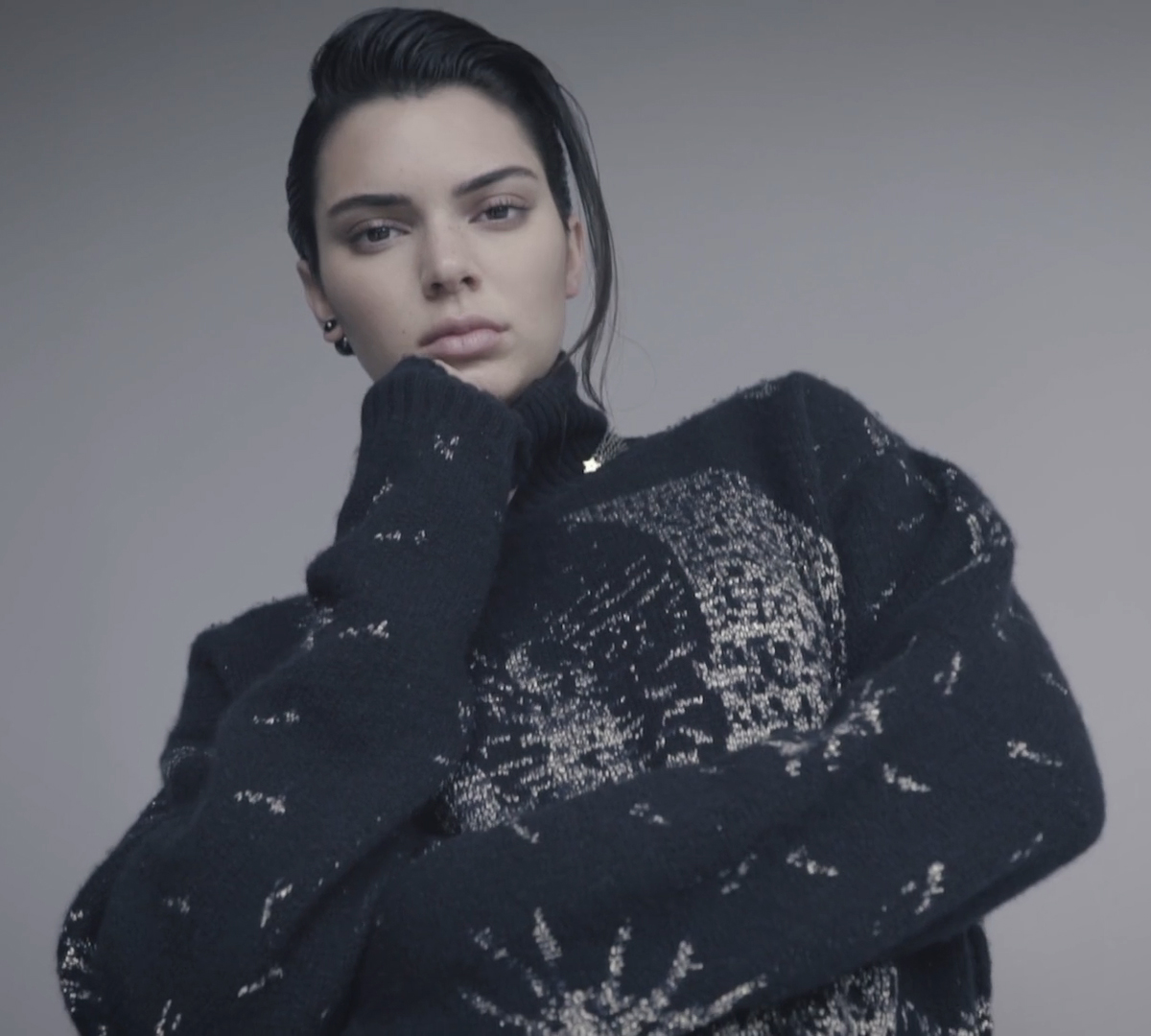
Kendall Jenner (2017)

Kendall Nicole Jenner (* 3. November 1995 in Los Angeles, Kalifornien) ist ein US-amerikanisches Model, Reality-TV-Teilnehmerin, Promoterin und Autorin eines Buches. Sie macht Werbung u. a. für Chanel, Estée Lauder, Marc Jacobs, Cosmopolitan und Glamour und gilt seit 2017 wiederholt als bestbezahltes Model der Welt.

## Leben und Beruf

### Kindheit und Jugend
Kendall Jenner entstammt der Ehe von Kris Jenner mit Caitlyn Jenner. Kendall Jenner hat mütterlicherseits vier ältere Halbgeschwister: Kourtney, Kim, Khloé und Robert Kardashian (Jr.). Außerdem hat sie väterlicherseits die drei Halbbrüder Burt Jenner, Brandon Jenner und Brody Jenner sowie eine Halbschwester, Casey Jenner. Sie hat außerdem eine jüngere Schwester, Kylie Jenner (* 1997). Kendall Jenner wuchs mit ihrer Schwester Kylie und ihren Halbgeschwistern mütterlicherseits in Calabasas, einem Vorort von Los Angeles auf. Sie ging auf die Sierra Canyon School und wurde später privat unterrichtet. 2014 machte sie ihren Highschool-Abschluss.

### Model-Karriere

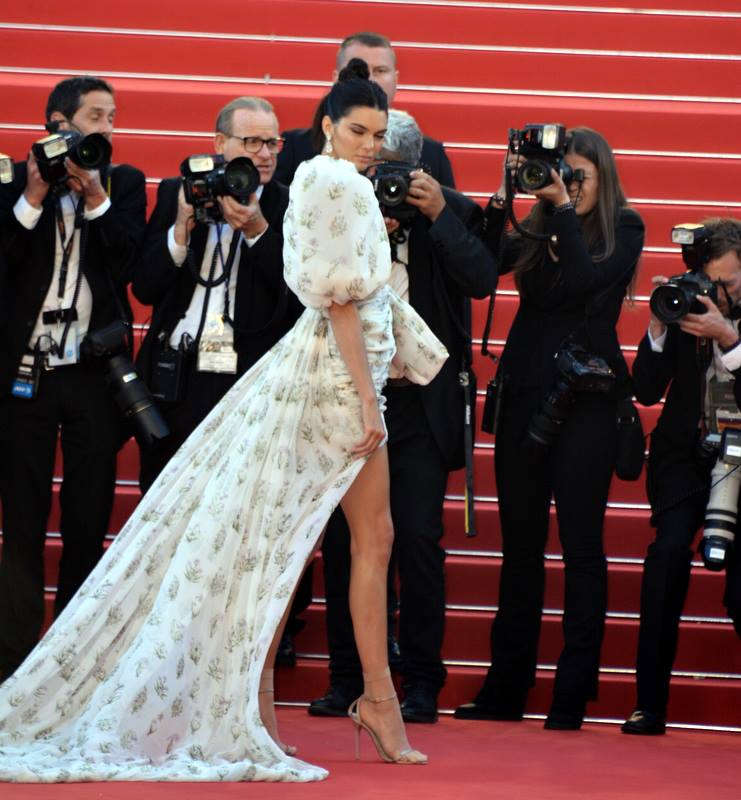
Jenner auf dem Cannes Film Festival 2017

Kendall Jenner begann ihre Modelkarriere im Alter von 14 Jahren mit einem Vertrag bei Wilhelmina Models. Ihre ersten Modeljobs hatte sie 2009 und 2010 für Forever 21. Bis Ende 2012 hatte sie einige weitere Shootings mit verschiedenen Marken. Außerdem hatte sie einige Laufsteg-Jobs bei Sherri Hill und 2011 bei der New York Fashion Week. Am 21. November 2013 schloss Kendall einen Vertrag mit The Society Management ab. Im Frühling 2014 lief sie in New York für Marc Jacobs, und in Paris für Givenchy und Chanel. Im Juli 2014 wurde sie von Karl Lagerfeld ausgewählt, in Paris für Chanel zu laufen. Kendall zierte außerdem das Cover von zwei September Ausgaben der Teen Vogue.
Im September 2014 lief sie auf der New York Fashion Week für Donna Karan, Diane von Fürstenberg, Tommy Hilfiger und Marc Jacobs. Auf der Mailänder Modewoche lief sie unter anderem für Dolce & Gabbana und auf der Paris Fashion Week für Chanel. Im November 2014 gaben Kendall und Cara Delevingne bekannt, dass sie darauf verzichten würden, auf der Victoria’s Secret Fashion Show 2014 zu laufen, um bei Chanels Metiers D’Art Fashion Show zu laufen, die am selben Tag in Salzburg stattfand.
Am 15. November 2014 gab Kendall bekannt, dass sie nun das neue Gesicht für Estée Lauder ist. Innerhalb von drei Tagen nach der Bekanntgabe gewann Estée Lauders Instagram-Account 50.000 neue Follower und steigerte die Fanbase über 19 % auf eine Zahl von 308.000. Am 26. November 2014 wurde Kendall zur Top-50-Liste von Models.com hinzugefügt. Zu Beginn ihrer Karriere sah sich Kendall Jenner Kritiken ausgesetzt, sie sei „talentlos“ und „kein echtes Model“. Diese Anfeindungen arbeitete sie in dem Video „Burn Book“ (2014) auf. Die Stimmen der Kritiker wurden leiser, als Chanels angesehener Kreativdirektor Karl Lagerfeld sie nicht nur mehrfach für Chanel buchte, sondern auch für seine eigene Marke Karl als Kampagnengesicht verpflichtete. Einen ernsten Misserfolg musste das Topmodel einstecken, als sie 2017 in einer als unsensibel wahrgenommenen Pepsi-Werbung agierte. Der Pepsi-Cola-Clip entfachte in den sozialen Medien einen veritablen Shitstorm, der so weit ging, dass Pepsi den Werbeclip zurückzog und sich bei Kendall Jenner entschuldigte.
Kendall wurde erstmals 2015 in die Forbes-Liste der bestbezahlten Models der Welt aufgenommen. Seit 2017 gilt sie wiederholt als das bestbezahlte Model der Welt: 2017 belegte sie mit einem geschätzten Jahreseinkommen von 22 Mio. US-Dollar in der Forbes-Liste erstmals den Spitzenplatz, vor Gisele Bündchen, die die 15 Jahre zuvor die Liste angeführt hatte. 2018 verteidigte Kendall mit 22,5 Mio. US-Dollar ihren ersten Platz in der Forbes-Liste. Auch im April 2020 galt sie als das wertvollste Model bzw. das mit dem höchsten Einkommen, vor Karlie Kloss und Gigi Hadid. Im August 2023 war Jenner das Kampagnengesicht von Calvin Klein.

### Sonstiges
Bekannt wurde Kendall Jenner hauptsächlich durch die Reality-Show Keeping Up with the Kardashians, in der sie mitwirkte. Sie war zwischen 2010 und 2014 außerdem auch in einem Musikvideo, in der Serie Hawaii Five-O und in The Annoying Orange zu sehen.
Neben den Modeljobs und Fernsehauftritten moderierte sie zusammen mit ihrer Schwester Kylie bei verschiedenen Fernsehevents. 2011 wählte die Zeitschrift Seventeen Kylie und Kendall Jenner zu den „Style Stars des Jahres 2011“ und als neue Style-Botschafterinnen für das Magazin aus.
Im Februar 2013 kam die Kendall & Kylie Modekollektion mit PacSun heraus, seitdem veröffentlichten die Schwestern mehrere Kollektionen für diese Modelinie.
Außerdem brachten sie im Juli 2013 eine Schmuckkollektion auf den Markt und promoteten Schuhe und Handtaschen für Steve Maddens Madden Girl-Kollektion.
Das Time Magazine bezeichnete die Jenner-Schwestern im Oktober 2014 als zwei der einflussreichsten Teenager des Jahres 2014.
Der Aufstieg Kendall Jenners zum Topmodel wird mit ihrer Selbstinszenierung auf den Social-Media-Kanälen verbunden. Dabei setzte sie nicht auf Facebook, sondern auf das neuere Instagram. 2017 war Kendall weltweit das Fotomodel mit den meisten Followern auf Instagram, später löschte sie ihren Instagram-Account zeitweise.
Kendall war mehrmals auf dem Cover des LOVE Magazin und ebenso mehrfach auf dem Cover der Vogue und auf dem Cover weiterer Zeitschriften zu sehen. Seit Sommer 2015 hat sie mit ihrer Schwester Kylie eine Modelinie bei TOPSHOP. 2018 hatte sie eine Gastrolle im Musik-Video Freaky Friday von Lil Dicky und Chris Brown.
Im Frühjahr 2018 war Kendall Jenner das Body-Double für den 80er Jahre-Filmstar Ornella Muti in dem italienischen Artvideo „Un’emozione per sempre 2.0“. In dem Clip wird Ornella Muti auf eine Zeitreise aus dem Jahr 1978 ins Jahr 2018 geschickt wird. Mit Hilfe von künstlicher Intelligenz wurde dabei das Gesicht von Ornella Muti analysiert und für neue Filmszenen auf den Körper von Kendall Jenner gerechnet.

## Auftritte in Musikvideos
- 2014: Recognize (von PartyNextDoor & Drake)
- 2017: Enchanté (Carine) (von Fergie)
- 2018: Freaky Friday (von Chris Brown & Lil Dicky)
- 2019: I Think (von Tyler, the Creator)

## Auszeichnungen
| Jahr | Auszeichnung       | Kategorie                      | Resultat |
| ---- | ------------------ | ------------------------------ | -------- |
| 2013 | Teen Choice Awards | Choice TV Reality Star: Female | Gewonnen |
| 2015 | Teen Choice Awards | Choice Model                   | Gewonnen |
| 2015 | IADAS Lovie Awards | Internet Video: Viral Video    | Gewonnen |
| 2016 | Teen Choice Awards | Choice Model                   | Gewonnen |
| 2016 | Teen Choice Awards | Choice Female Hottie           | Gewonnen |
| 2017 | Teen Choice Awards | Choice Model                   | Gewonnen |